# Barcelona Cómica
Barcelona Cómica fue una revista publicada en Barcelona entre 1889 y 1900.

## Descripción
La revista fue editada en Barcelona y su primer número apareció en 1889. Cesaría su publicación once años después, en 1900.
Sus páginas habrían contado con la colaboración de autores como Francisco Aguado y Arnal, Antonio Alcalde Valladares, Narciso Alonso Cortés, José Lorenzo Álvarez, Manuel Amor Meilán, Vital Aza, Pedro Barrantes, Julián Bastinos, Eusebio Blasco, José Juan Cadenas,  Federico Canalejas Fustegueras, Carlos Cano y Núñez, Antonio Casero y Barranco, Cristóbal de Castro, Manuel Corral y Mairá, Emilio Cortiguera Olarán, Filomena Dato Muruais, Narciso Díaz de Escovar,  Manuel Escalante Gómez, José Fernández Bremón, Carlos Fernández Shaw, Rafael García Ormaechea, Teodoro Guerrero, Alejandro Larrubiera, Ángel Lasso de la Vega y Argüelles, Tomás Luceño, José María Matheu Aybar, Miguel Moya Ojanguren, Jesús Muruais, Narcís Oller, Mariano Pardo de Figueroa, Pablo Parellada, Alfonso Pérez Gómez Nieva, Juan Pérez Zúñiga, Mariano Pina Domínguez, Manuel Polo y Peirolón, José Francisco Sanmartín y Aguirre, Luis Ram de Víu, Enrique Ramírez de Saavedra, Manuel Reina Montilla, José Rodao, Salvador Rueda, Venancio Serrano Clavero, Luis Siboni, José de Siles, Luis Taboada, Francisco Tusquets, Torcuato Ulloa, Luis del Val, Jacinto Verdaguer o Marcos Zapata Mañas.
En el aspecto gráfico participaron, además, Joaquín Xaudaró y Ramón Escaler, entre otros.